# سانی تامپسون
سانی تامپسون خواننده و هنرپیشه آمریکایی است. او را بیشتر به خاطر ایفای نقش مرلین مونرو در نمایش تک‌نفرهٔ مرلین همیشه بلوند، داستان مرلین مونرو با کلمات و موسیقی خود می‌شناسند. او چندین آلبوم ضبط کرده‌است، یکی از آنها، "Te Necesito"، گواهینامه طلایی را در آمریکای جنوبی برای او به ارمغان آورد. در سال ۲۰۱۹ در پیاده‌روی ستارگان پالم اسپرینگز در کنار ستاره مرلین مونرو، یک ستاره به سانی تامپسون اهدا شد.